# Neomariania
Neomariania is een geslacht van vlinders van de familie Stathmopodidae.

## Soorten
- N. incertella (Rebel, 1940)
- N. oecophorella (Rebel, 1940)
- N. partinicensis (Rebel, 1937)
- N. rebeli (Walsingham, 1894)
- N. scriptella (Rebel, 1940)